# Heinrich Bellermann
Gottfried Heinrich Bellermann, född 10 mars 1832, död 10 april 1903, var en tysk tonsättare och musikteoretiker, son till Friedrich Bellermann.
Bellermann var från 1866 musikprofessor vid Berlins universitet. Hans Mensuralnoten und Taktzeichen des XV. und XVI. Jahrhunderts (1858, 2:a upplagan 1906) hävdade länge sin ställning som lärobok. Hans Der Kontrapunkt (4:e upplagan 1901) ansågs dock redan föråldrad då den utgavs första gången. Som tonsättare skrev Bellerman mestadels körverk utan beledsagning.